# أيزو 3166-2:AM
أيزو 31166-2:AM هو الجزء المخصص لأرمينيا في أيزو 3166-2، وهو جزء من معيار أيزو 3166 الذي نشرته المنظمة الدولية للتوحيد القياسي (أيزو)، والذي يُعرف رموز لأسماء التقسيمات الرئيسية (مثل الأقاليم، الجهات، المقاطعات أو الولايات) من جميع البلدان في ترميز أيزو 3166-1.
يتكون كل رمز من جزئين مفصولين بواصلة. الجزء الأول هو AM، وهو رمز وأيزو 3166-1 حرفي 2 للبلد. أما الجزء الثاني فهو عبارة عن حرفين.

## الرموز الحالية
| الرمز | التقسيم             | التقسيم (لغة أرمنية) | الفئة  |
| ----- | ------------------- | -------------------- | ------ |
| AM-ER | يريفان              | Երևան                | مدينة  |
| AM-AG | آراغاتسوتن (محافظة) | Արագածոտն            | محافظة |
| AM-AR | أرارات (محافظة)     | Արարատ               | محافظة |
| AM-AV | محافظة آرماوير      | Արմավիր              | محافظة |
| AM-GR | محافظة غغاركونيك    | Գեղարքունիք          | محافظة |
| AM-KT | محافظة كوتايك       | Կոտայք               | محافظة |
| AM-LO | محافظة لوري         | Լոռի                 | محافظة |
| AM-SH | محافظة شيراك        | Շիրակ                | محافظة |
| AM-SU | محافظة سيونيك       | Սյունիք              | محافظة |
| AM-TV | محافظة تاووش        | Տավուշ               | محافظة |
| AM-VD | محافظة وايوتس‌جور    | Վայոց Ձոր            | محافظة |